# Mártires (Misiones)
Mártires is een plaats in het Argentijnse bestuurlijke gebied Candelaria in de provincie Misiones. De plaats telt 1.135 inwoners.